# Kumalorina
Kumalorina is een geslacht van rechtvleugeligen uit de familie krekels (Gryllidae). De wetenschappelijke naam van dit geslacht is voor het eerst geldig gepubliceerd in 2009 door Otte & Perez-Gelabert.

## Soorten
Het geslacht Kumalorina omvat de volgende soorten:
- Kumalorina agrotes Otte & Perez-Gelabert, 2009
- Kumalorina sancta Otte & Perez-Gelabert, 2009
- Kumalorina vivata Otte & Perez-Gelabert, 2009